# Dirk Bouwmeester
Dirk Bouwmeester (15 november 1967) is een Nederlands experimenteel natuurkundige gespecialiseerd in  kwantumoptica en kwantuminformatie. Hij is hoogleraar aan de Universiteit Leiden en de Universiteit van Californië - Santa Barbara (UCSB). 
Als post-doc in de groep van Anton Zeilinger van de Universiteit van Innsbruck, voerde hij een van de eerste demonstraties uit van kwantumteleportatie met fotonen. 
Zijn onderzoeksgebieden zijn kwantumelektrodynamica, licht in de vorm van cirkels die met elkaar verbonden en vervlochten zijn en knopen kunnen vormen micro-optomechanische systemen, en aan kunstmatige atomen in halfgeleiders met toepassingen in de kwantuminformatica en aan zilveren nanoclusters met optische eigenschappen in het DNA met mogelijk medische toepassingen.

## Loopbaan
Dirk Bouwmeester promoveerde in 1995 aan de Universiteit Leiden. Zijn promotie betrof experimenteel en theoretisch onderzoek naar analoge simulaties van kwantummechanische modellen gebruik makend van klassieke optica. 
Met een NWO Talenten stipendium werd hij postdoc in de groep van professor Roger Penrose aan het Mathematical Institute van de Universiteit van Oxford waar hij onderzoek deed aan "twisted" oplossingen van vergelijkingen van Maxwell.
Van 1997 tot 1999 was Bouwmeester postdoc in de groep van professor Anton Zeilinger in Innsbruck waar hij de eerste demonstratie-experimenten deed van kwantumteleportatie en drie fotonen in kwantumverstrengeling.
Van 1999 tot 2001 zette hij een onderzoeksgroep op binnen het Centre for Quantum Computation, o.l.v. prof. Artur Ekert, van de Universiteit van Oxford. Die groep deed eerste demonstraties van optimaal kwantumklonen van foton-toestanden en van gestimuleerde emissie van verstrengelde fotonen. 
Vanaf 2001 werkt Bouwmeester aan de UCSB aan divere projecten op het grensvlak van natuurkunde, engineering en biologie.
Sinds 2007 heeft Bouwmeester een parttimepositie aan de Universiteit Leiden.

## Prijzen
- NWO Talent Stipendium, 1996
- Wolfson College Research Fellow, Oxford, 2001
- EU Descartesprijs, 2004, (mede-ontvanger)
- Huygenslezing, 2005
- EU Marie Curie Excellence Award, 2006
- NWO Spinozapremie, 2014

- Bibliothèque nationale de France: cb14563205t (data)
- CiNii: DA17637501
- DBLP: 40/10163
- Gemeinsame Normdatei: 121938689
- International Standard Name Identifier: 0000 0001 1628 8748
- Library of Congress Control Number: n00015015
- Nationale Bibliotheek van Letland: 000044755
- Mathematics Genealogy Project: 269219
- NARCIS: PRS1318677
- Nationale Bibliotheek van Tsjechië: jn20030425002
- Nationale Bibliotheek van Israël: 987007423909205171
- Nederlandse Thesaurus van Auteursnamen: 14256088X
- Système universitaire de documentation: 059516488
- Virtual International Authority File: 42083054
- WorldCat: E39PBJdh6jv4CK7qcgVKpxrjG3